# Грозовая астма

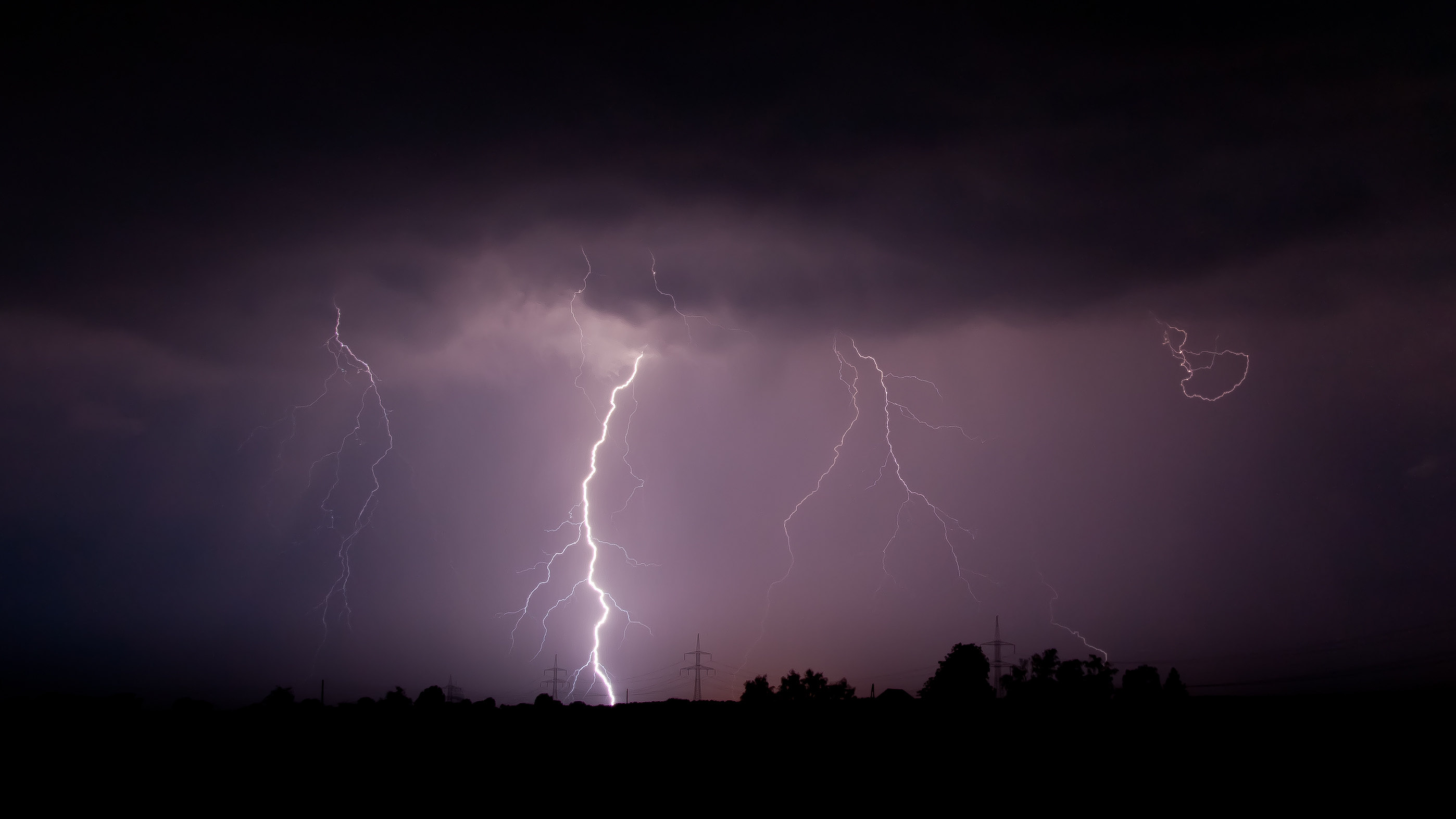
Гроза. Причина так называемой Грозовой Астмы.

Грозовая астма — астматический приступ, вызванный грозой. Сильный дождь и ветер приводят к высокой влажности, а так называемые пыльцевые зерна впитывают влагу, тем самым уменьшаясь в размере, что способствует их разнесению ветром. В то время как более крупные пыльцевые зерна фильтруются волосками в носу, мелкие фрагменты пыльцы могут пройти сквозь волоски и попасть в лёгкие, вызывая приступ астмы.
На сегодняшний день известно 9 массовых приступов грозовой астмы. Явление было впервые признано и изучено после трёх событий в 1980-х годах: в Бирмингеме в 1983 году, и в Мельбурне в 1987 и 1989 годах. С тех пор были зафиксированы более распространённые вспышки грозовой астмы в Вага-Вага (Австралия), Лондоне (Англия), Неаполе (Италия), Атланте (США) и Ахвазе (Иран). Последний зафиксированный приступ астмы произошёл в Мельбурне в ноябре 2016 года, из-за количества пострадавших система скорой помощи и местные больницы оказались перегружены, умерли по меньшей мере 6 человек.

## Страны, наиболее пострадавшие от грозовой астмы
- 6 июля 1983-7 июля 1983: Бирмингем, Англия
- Ноябрь 1987: Мельбурн, Австралия
- 29 ноября 1989-30 ноября 1989: Мельбурн, Австралия
- 24 июля 1994-25 июля 1994: Лондон, Англия
- 24 июля 1994-25 июля 1994: Лондон, Англия
- 30 октября 1997: Вагга, Австралия
- 4 Июнь 2004: Неаполь, Италия
- 2010: Мельбурн, Австралия
- 2 ноября 2013: Ахваз, Иран
- 21 ноября 2016: Мельбурн, Австралия[2]